# Nieuwe laarzen (van een oude leest)
Nieuwe laarzen (van een oude leest) is een nummer van de Nederlandse band De Dijk uit 1993. Het is de derde en laatste single van hun zevende studioalbum Zeven levens.
Het nummer werd uitgebracht in combiversie met een heruitgave van "Iedereen is van de wereld" van The Scene. "Nieuwe laarzen" werd een bescheiden hitje in Nederland, met een 24e positie in de Nederlandse Top 40.